# 이사명 (1404년)
이사명(李思明 1404년 ~ ?)은 조선 전기의 문신이다. 조선 태조의 이복 형 이천계의 손자이다. 자는 회지(晦之), 호는 무일(無逸) 혹은 오은(梧隱)이다. 문과에 급제하여 중추원부사, 호조판서, 좌찬성에 이르렀고, 좌익원종공신과 정난원종공신에 책록되었다. 사후 고종 때 왕족으로  파천군(坡川君)에 추봉되고 지종정경(知宗正卿)에 추증된다.

## 생애
조선 태조의 이복 형 이천계의 손자로, 할아버지 완성군 이천계는 종조부 완창대군 이자흥의 양자로 출계하였다. 아버지는 보국숭록대부 이조판서를 지낸 이란이고, 어머니는 정경부인 증 부부인 파평윤씨로 제학 윤사우(尹師愚)의 딸이다.
문과에 급제, 여러 벼슬을 거쳐 1453년 2월 첨지중추원사(僉知中樞院事), 7월 전라도 처치사(全羅道處置使)를 역임했다. 1455년 윤 6월 중추원 부사(中樞院副使), 1455년 12월 세조의 즉위를 지지한 공로로 정난원종공신 2등(靖難原從功臣二等)에 책록되고, 1457년 좌익원종공신 3등(原從功臣三等)에 녹훈되었다. 1458년 동지중추원사, 행 상호군(行上護軍), 1459년(세조 5년) 11월 중추원 부사(中樞院副使)가 되었다. 이후 호조판서를 거쳐 좌찬성에 이르렀다.
1872년(고종 9) 조선 태조의 4대 조상의 자녀, 손자녀들을 군과 대군으로 추증할 때 왕족의 예로서 파천군(坡川君)에 추봉되고 지종정경(知宗正卿)에 추증되었다. 금릉(金陵) 선영하에 안장되었으며 부인과 합장되었다. 부인은 정경부인 증 군부인 진주류씨(晋州柳氏)로 참판 류담룡(柳潭龍)의 딸이다.

## 같이 보기
- 이사철
- 이천계
- 이란